# Semmy Rubenson
Semmy Rubenson, född 21 mars 1839 i Stockholm, död där 12 februari 1922, var en svensk ämbetsman.
Semmy Rubenson var son till grosshandlaren Levi Rubenson och bror till Robert och Moritz Rubenson. Han blev student vid Uppsala universitet 1858 och efter hovrättsexamen 1864 vann han 1865 inträde i överståthållarämbetet, där han till 1885 var anställd i olika befattningar. 
1885–1899 var han polismästare i Stockholm och genomförde därunder en omdaning av ordningspolisen såväl i organisatorisk hänseende som i fråga och uniformering och beväpning med mera. 1898 blev han verkställande direktör för Stockholms utskänkningsbolag, som samma år ombildades till AB Göteborgssystemet och vidtog även där åtskilliga nydaningsåtgärder. Till exempel anskaffades bättre lokaler för utskänkningen, barserveringen upphörde, och en del restriktioner infördes, bland annat 12-stängningen för restaurangerna. Sedan Ivan Bratt 1909 av stadsfullmäktige utsetts till revisor i bolaget, riktade denne emellertid åtskillig kritik i synnerhet mot matserveringen och utminuteringen, vilket till sist, sedan Bratt även uppställt ett nytt program för sprithandelns ordnande, fick till följd att stadsfullmäktige 1913 beslöt att inte längre förordna oktroj åt Göteborgssystemet. Rubensons motstånd mot de Brattska principerna kom diskussionen att delvis röra sig kring Rubensons person, men då den nya koncessionen vägrades, hade han redan tidigare samma år begärt avsked från sin befattning. 
Rubenson var 1868–1908 sekreterare vid Stockholms mosaiska församling. Bland hans skrifter märks Polisen i Paris samt hufvudgrunderna af Frankrikes brottsmålsporcess och fångvård jemte delar af Paris kommunalväsende (1880) samt Göteborgssystemet och dess tillämpning i Stockholm (1910).